# Epipotoneura nehalennia
Epipotoneura nehalennia är en trollsländeart som beskrevs av Williamson 1915. Epipotoneura nehalennia ingår i släktet Epipotoneura och familjen Protoneuridae. IUCN kategoriserar arten globalt som livskraftig. Inga underarter finns listade i Catalogue of Life.